# NGC 7664
NGC 7664 est une galaxie spirale située dans la constellation de Pégase. NGC 7664 a été découverte par l'astronome français Édouard Stephan en 1876.

## Caractéristiques
Sa vitesse par rapport au fond diffus cosmologique est de 3 122 ± 25 km/s, ce qui correspond à une distance de Hubble de 46,1 ± 3,2 Mpc (∼150 millions d'al).
La classe de luminosité de NGC 7664 est III et elle présente une large raie HI. De plus, c'est une galaxie du champ, c'est-à-dire qu'elle n'appartient pas à un amas ou un groupe et qu'elle est donc gravitationnellement isolée.
En raison d'une brillance de surface égale à 14,18 mag/am2, on peut qualifier NGC 7649 de galaxie à faible brillance de surface (LSB en anglais pour low surface brightness). Les galaxies LSB sont des galaxies diffuses (D) avec une brillance de surface inférieure de moins d'une magnitude à celle du ciel nocturne ambiant.
À ce jour, 15 mesures non basées sur le décalage vers le rouge (redshift) donnent une distance de 47,660 ± 5,909 Mpc (∼155 millions d'al), ce qui est à l'intérieur des valeurs de la distance de Hubble.

## Groupe de NGC 7678
Selon A.M. Garcia, NGC 7664 fait partie du groupe de NGC 7668. Ce groupe renferme quatre membres. Les trois autres galaxies du groupe sont NGC 7673, NGC 7677 et NGC 7678. Dans un article publié en 1998, Abraham Mahtessian mentionne aussi ce groupe, mais la galaxie NGC 7664 n'en fait pas partie.
NGC 7673 forme une paire de galaxies avec NGC 7677,.